# Copa de la Reina de Baloncesto 1992-93
La Copa de la Reina de Baloncesto 1992-93 corresponde a la 31.ª edición de dicho torneo. Se celebró entre el 16 y el 17 de abril de 1993 en el Palacio de los Deportes de Granada.
Esta temporada, la Copa la juegan todos los 4 primeros equipos de la liga. Se juega una final a 4 a un solo partido en una sede fija. El campeón se clasifica para la Copa Ronchetti 1993-94.

## Fase final
|  | Semifinales        | Semifinales        | Semifinales        |                    |                 | Final           | Final       | Final       |  |
|  | 16 de abril        | 16 de abril        | 16 de abril        |                    |                 | 17 de abril     | 17 de abril | 17 de abril |  |
|  |                    |                    |                    |                    |                 |                 |             |             |  |
|  |                    |                    |                    |                    |                 |                 |             |             |  |
|  | Bàsquet Godella    | Bàsquet Godella    | 85                 |                    |                 |                 |             |             |  |
|  | Bàsquet Godella    | Bàsquet Godella    | 85                 |                    |                 |                 |             |             |  |
|  | Cepsa Tenerife     | Cepsa Tenerife     | 53                 |                    |                 |                 |             |             |  |
|  | Cepsa Tenerife     | Cepsa Tenerife     | 53                 |                    | Bàsquet Godella | Bàsquet Godella | 64          |             |  |
|  |                    |                    |                    |                    | Bàsquet Godella | Bàsquet Godella | 64          |             |  |
|  |                    |                    | BEX Banco Exterior | BEX Banco Exterior | 76              |                 |             |             |  |
|  | BEX Banco Exterior | BEX Banco Exterior | BEX Banco Exterior | BEX Banco Exterior | 76              | 73              |             |             |  |
|  | BEX Banco Exterior | BEX Banco Exterior |                    |                    |                 | 73              |             |             |  |
|  | Xerox Vigo         | Xerox Vigo         | 56                 |                    |                 |                 |             |             |  |
|  | Xerox Vigo         | Xerox Vigo         | 56                 |                    |                 |                 |             |             |  |
|  |                    |                    |                    |                    |                 |                 |             |             |  |

### Final
| 17 de abril de 1993, 12:00 | Bàsquet Godella                             | 64–76                | BEX Banco Exterior                    | |  |
|                            | Marcador por tiempos: 22–41, 42–35          |                      |                                       | |  |
|                            | Estadísticas Valero 24 McClain 10 McClain 2 | Reporte Pts Reb Asts | Estadísticas Ares 21 Jordan 10 Ares 6 | Pabellón: Palacio de los Deportes, Granada Asistencia: 4.500 espectadores Árbitros: Alzuria, Galerón |  |

| Ganadoras de la Copa de la Reina 1992-93 |
| ---------------------------------------- |
| BEX Banco Exterior 1º título             |